# أوليفيا هاوسي
أوليفيا هاوسي (بالإنجليزية: Olivia Hussey) (17 أبريل 1951 - 27 ديسمبر 2024)، هي ممثلة أرجنتينية-بريطانية، وهي ابنة المغني الأرجنتيني أوزفالدو ريبو والمحامية البريطانية ألما جوي هوسي. ووالدة الممثلة إنديا آيسلي.

## حياتها
ولدت في 17 أبريل 1951 ببوينس آيرس في الأرجنتين عندما كانت في السابعة من عمرها، انتقلت هي وشقيقها الأصغر أندرو إلى لندن مع والدتهما. أبدت اهتمامًا بالفنون المسرحية منذ صغرها، فألحقتها والدتها بأكاديمية إيطاليا كونتي للفنون المسرحية، حيث درست لمدة خمس سنوات. بدأت مشوارها المهني سنة 1964. كان عمرها 15 عاماً عندما أدّت هي ولينارد وايتنغ الذي كان يبلغ 16 عاماً، دور العاشقين في فيلم «زيفيرلي» المقتبس من العمل الكلاسيكي لوليام شكسبير.

## وفاتها
توفيت في 27 ديسمبر 2024 في منزلها في بربانك (كاليفورنيا)، عن ثلاثةٍ وسبعين عامًا، بعد إصابتها للمرة الثانية بسرطان الثدي.

## جوائز
حازت خلال مسيرتها الفنية جائزة «غولدن غلوب» عن دورها في فيلم «روميو وجولييت» للمخرج فرانكو زيفيريلي عام 1968.

## أعمال

### أفلام
- روميو وجولييت (فيلم 1968).
- عيد الميلاد الأسود (فيلم 1974).
- جريمة على نهر النيل (فيلم 1978). (المقتبس من رواية لأغاتا كريستي).

## وصلات خارجية
- أوليفيا هاوسي على موقع IMDb (الإنجليزية)
- أوليفيا هاوسي على موقع الموسوعة البريطانية (الإنجليزية)
- أوليفيا هاوسي على موقع روتن توميتوز (الإنجليزية)
- أوليفيا هاوسي على موقع ألو سيني (الفرنسية)
- أوليفيا هاوسي على موقع ميوزك برينز (الإنجليزية)
- أوليفيا هاوسي على موقع أول موفي (الإنجليزية)
- أوليفيا هاوسي على موقع قاعدة بيانات الأفلام السويدية (السويدية)
- أوليفيا هاوسي على موقع إن إن دي بي (الإنجليزية)
- أوليفيا هاوسي على موقع قاعدة بيانات الفيلم (الإنجليزية)
- أوليفيا هاوسي على موقع كينوبويسك (الروسية)